# 直リンク
直リンク（じかリンク、ちょくリンク）とは、インターネットのWWWで公開されている画像などのメディアファイルのURLを参照し、インラインで表示する形態で別のウェブサイトにあるウェブページに貼り付けたり、リンクを貼ったりすることである。直リンとも呼ばれる。ダウンロードに一定の手順を踏む必要がある画像掲示板や、アップローダー上のファイルに対して、ダウンロード用のURLではなくファイルそのもののURLを掲示する場合も「直リン」とされることがある。ホットリンクとも言う。
サイト外部からの直接アクセスを想定していないファイルへのリンク（前述のようにリンクでない場合もあるが）を通常のリンクとは区別する意味で「直リン」と呼称している。
多くの素材提供サイトでは、直リンクを禁止している。あまりに外部サイトからの閲覧数が増えすぎると、素材提供サイトのサーバに負荷がかかりすぎることが理由の一つである（帯域幅）。しかし、禁止を呼びかけても.htaccessなどで参照できないようにしなければ、ファイルへの直リンクは可能である。一方、サイトによっては、外部サイトからの閲覧数を把握したいとして直リンクを推奨している場合もある。